# Campionati europei di nuoto 2012 - 400 metri stile libero femminili
La gara dei 400 metri stile libero femminili degli Europei 2012 si è svolta il 27 maggio 2012 e vi hanno partecipato 26 atlete. Le batterie si sono svolte al mattino e la finale nel pomeriggio dello stesso giorno.

## Podio
| Pos.    | Atleta                   | Nazione |
| ------- | ------------------------ | ------- |
| Oro     | Coralie Balmy            | Francia |
| Argento | Mireia Belmonte García   | Spagna  |
| Bronzo  | Ophélie-Cyrielle Étienne | Francia |

## Record
Prima della manifestazione il record del mondo (RM), il record europeo (EU) e il record dei campionati (RC) erano i seguenti.
| Record mondiale       | 3'59"15 | Federica Pellegrini | 26 luglio 2009 Roma     |
| Record europeo        | 3'59"15 | Federica Pellegrini | 26 luglio 2009 Roma     |
| Record dei campionati | 4'01"53 | Federica Pellegrini | 24 marzo 2008 Eindhoven |

## Risultati

### Batterie
| Pos. | Atleta                   | Nazionalità   | Tempo   | Batteria | Corsia | Note |
| ---- | ------------------------ | ------------- | ------- | -------- | ------ | ---- |
| 1    | Éva Risztov              | Ungheria      | 4'10"25 | 4        | 5      | Q    |
| 2    | Martina De Memme         | Italia        | 4'10"44 | 3        | 6      | Q    |
| 3    | Coralie Balmy            | Francia       | 4'11"07 | 3        | 4      | Q    |
| 4    | Boglárka Kapás           | Ungheria      | 4'11"15 | 3        | 5      | Q    |
| 5    | Camelia Potec            | Romania       | 4'11"43 | 4        | 3      | Q    |
| 6    | Mireia Belmonte García   | Spagna        | 4'12"30 | 2        | 4      | Q    |
| 7    | Ophélie-Cyrielle Étienne | Francia       | 4'12"86 | 2        | 5      | Q    |
| 8    | Alice Nesti              | Italia        | 4'13"05 | 4        | 6      | Q    |
| 9    | Lydia Morant Varo        | Spagna        | 4'13"08 | 3        | 3      |      |
| 10   | Federica Pellegrini      | Italia        | 4'14"27 | 4        | 4      |      |
| 11   | Nina Rangelova           | Bulgaria      | 4'14"75 | 2        | 6      |      |
| 12   | Julia Hassler            | Liechtenstein | 4'14"95 | 4        | 7      |      |
| 13   | Silke Lippok             | Germania      | 4'15"85 | 3        | 7      |      |
| 14   | Ágnes Mutina             | Ungheria      | 4'15"89 | 2        | 3      |      |
| 15   | Diletta Carli            | Italia        | 4'16"72 | 2        | 7      |      |
| 16   | Cecilie Johannessen      | Norvegia      | 4'17"92 | 2        | 2      |      |
| 17   | Spela Bohinc             | Slovenia      | 4'12"54 | 2        | 8      |      |
| 18   | Jördis Steinegger        | Austria       | 4'20"07 | 4        | 1      |      |
| 19   | Anna Stylianou           | Cipro         | 4'20"21 | 3        | 1      |      |
| 20   | Iryna Glavnyk            | Ucraina       | 4'20"40 | 3        | 8      |      |
| 21   | Urša Bežan               | Slovenia      | 4'21"98 | 4        | 8      |      |
| 22   | Valeriya Podlesna        | Ucraina       | 4'24"42 | 1        | 4      |      |
| 23   | Jūratė Ščerbinskaitė     | Lituania      | 4'24"65 | 1        | 6      |      |
| 24   | Donata Kilijanska        | Polonia       | 4'25"36 | 2        | 1      |      |
| 25   | Sigrún Brá Sverrisdóttir | Islanda       | 4'31"65 | 1        | 3      |      |
| 26   | Cecilia Eysturdal        | Fær Øer       | 4'42"88 | 1        | 2      |      |
| -    | Isabelle Härle           | Germania      | -       | 4        | 2      | DNS  |
| -    | Sycerika McMahon         | Irlanda       | -       | 3        | 2      | DNS  |
| -    | Nuala Murphy             | Irlanda       | -       | 1        | 5      | DNS  |
| -    | Noora Laukkanen          | Finlandia     | -       | 1        | 7      | DNS  |

### Finale
| Pos.    | Atleta                   | Nazionalità | Tempo   | Corsia | Note |
| ------- | ------------------------ | ----------- | ------- | ------ | ---- |
| Oro     | Coralie Balmy            | Francia     | 4'05"31 | 1      |      |
| Argento | Mireia Belmonte García   | Spagna      | 4'05"45 | 7      |      |
| Bronzo  | Ophélie-Cyrielle Étienne | Francia     | 4'07"47 | 3      |      |
| 4       | Éva Risztov              | Ungheria    | 4'07"72 | 4      |      |
| 5       | Boglárka Kapás           | Ungheria    | 4'08"73 | 6      |      |
| 6       | Camelia Potec            | Romania     | 4'08"91 | 2      |      |
| 7       | Martina De Memme         | Italia      | 4'10"82 | 5      |      |
| 8       | Alice Nesti              | Italia      | 4'11"13 | 8      |      |